# Айвинс, Марша
Марша Сью Айвинс (англ. Marsha Sue Ivins; род. 15 апреля 1951) — американская астронавт.

## Образование
- 1969 — окончила среднюю школу Нижнего Провидения (англ. Nether Providence High School) в городе Уоллингфорд (англ. Wallingford), штат Пенсильвания.
- 1973 — окончила Колорадский университет в Боулдере и получила степень бакалавра наук по аэрокосмической технике.

## Работа до космических полётов
- С июля 1974 года по 1980 год — инженер в Космическом центре имени Джонсона (англ. Johnson Space Center) в Хьюстоне. Работала над системами управления и бортовыми дисплеями космического корабля Спейс Шаттл и главной двигательной установкой.
- В 1980 году назначена на должность лётного инженера самолёта-тренажёра шаттла STA (англ. Shuttle Training Aircraft) и второго пилота на административном самолёте НАСА Гольфстрим-1 (англ. Gulfstream-1).

## Космическая подготовка
- В мае 1984 года — зачислена в отряд астронавтов НАСА в качестве специалиста полёта. Прошла курс общекосмической подготовки с июля 1984 года. По окончании её в июне 1985 года получила квалификацию специалиста полёта и назначение в Отдел астронавтов НАСА
- Работала в Лаборатории электронного оборудования шаттла (англ. Shuttle Avionics Integration Laboratory - SAIL). В течение нескольких лет была оператором связи (англ. CAPCOM) с экипажами в Центре управления полётом и занималась вопросами безопасности и надёжности космической орбитальной станции. Была членом команды поддержки астронавтов по испытаниям и проверкам орбитальной ступени на мысе Канаверал во Флориде, и членом экипажей поддержки при стартах и посадках корабля.

## Первый космический полёт
Первый космический полёт совершила с 9 по 20 января 1990 года в качестве специалиста полёта шаттла «Колумбия» по программе миссии STS-32.
Стала 227 человеком, побывавшим в космосе (и 138-м из США). Во время полёта экипаж успешно запустил спутник Синком (Synkom) и возвратил модуль исследования длительной экспозиции.
Продолжительность полёта составила 10 суток 21 час 1 минута 39 секунд.

## Второй полёт
Второй космический полёт совершила с 31 июля по 8 августа 1992 в качестве специалиста полёта шаттла «Атлантис» по программе миссии STS-46. Экипаж успешно запустил европейский возвращаемый носитель (англ. EURECA), провёл первое испытание системы связанного спутника (англ. Tethered Satellite System, TSS).
Продолжительность полёта составила 7 суток 23 часа 16 минут 6 секунд.

## Третий полёт
Третий космический полёт совершила с 4 по 18 марта 1994 в качестве специалиста полёта шаттла «Колумбия» по программе миссии STS-62. Были выведены на орбиту два исследовательских модуля по изучению материалов в условиях микрогравитации, проведены эксперименты по динамике космических систем, испытана новая система удалённого управления.
Продолжительность полёта составила 13 суток 23 часа 17 минут 35 секунд.

## Четвёртый полёт
Четвёртый космический полёт совершила с 12 января по 22 января 1997 года в качестве специалиста полёта шаттла «Атлантис» по программе миссии STS-81. Была проведена стыковка с орбитальной станцией «Мир», установлен модуль «Спейсхэб» (англ. Spacehab).
Продолжительность полёта составила 10 суток 4 часа 56 минут 28 секунд.

## Пятый полёт

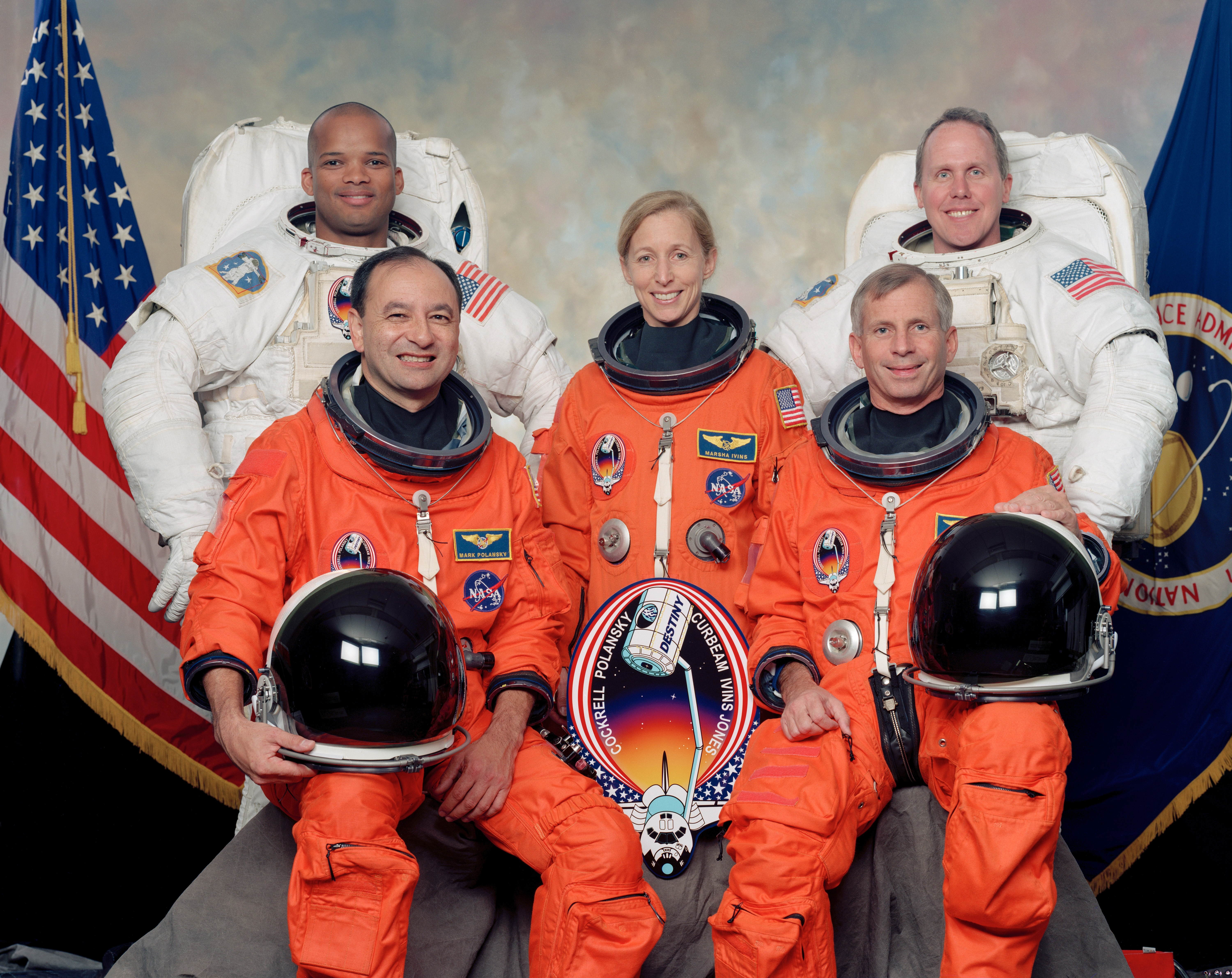
Экипаж STS-98

В августе 1998 года была назначена в экипаж экспедиции STS-98 в качестве второго специалиста полёта.
Пятый космический полёт совершила с 7 по 20 февраля 2001 года в качестве второго специалиста полёта (англ. MS-2) шаттла «Атлантис» по программе миссии STS-98. Был доставлен и установлен на Международной космической станции (МКC) исследовательский модуль «Дестини» (англ. Destiny).
Продолжительность полёта составила 12 суток 21 час 21 минута 0 секунд.

## Дальнейшая космическая подготовка
- В июле 2002 года переведена в разряд астронавтов-менеджеров, однако затем вновь была переведена в активные астронавты.
- Работала в Отделе космической станции (англ. Space Station Branch) и Отделе шаттлов (англ. Shuttle Branch), где занималась вопросами оборудования для экипажа и системами жизнеобеспечения, а также в Отделе перспективных проектов (англ. Advanced Projects Branch).
- В феврале 2008 года — переведена в категорию астронавтов-менеджеров и назначена руководителем Исследовательского Отдела (англ. Exploration Branch) Отделения астронавтов (англ. Astronaut Office) в Космическом центре Джонсона.
- 31 декабря 2010 года уволилась из НАСА[2].

## Лётная квалификация
Общий налёт в атмосфере составляет более 6300 часов на различных типах летательных аппаратов.
Имеет лицензию на управление многомоторными самолётами, одномоторными самолётами, гидросамолётами и планёрами. Имеет также лицензию пилота-инструктора планера.
Общая продолжительность пяти космических полётов 55 суток 21 час 52 минуты 48 секунд.

## Награды
- 5 июня 2007 года — медаль НАСА «За выдающиеся заслуги» (англ. NASA Distinguished Service Medal)
- четыре медали НАСА «За космический полет» (англ. NASA Space Flight Medal).